# Sterole

Szkielet sterolowy

Sterole, steryny – organiczne związki chemiczne, alkohole należące do steroidów. Powstają poprzez formalne podstawienie atomu węgla w pozycji 3 w szkielecie steroidu przez grupę hydroksylową.

## Podział steroli
Ze względu na pochodzenie steroli można je podzielić na:
- fitosterole – są to sterole pochodzenia roślinnego; do tej grupy należą m.in. β-sitosterol, stygmasterol, kampesterol i brassikasterol
- zoosterole – są to sterole pochodzenia zwierzęcego; należy do nich m.in. cholesterol, cholestanol, koprostanol, lanosterol, a także wiele hormonów zwierzęcych
- mikosterole – są to sterole wyodrębniane z grzybów, należy do nich m.in. ergosterol
- sterole syntetyczne – są to sterole produkowane sztucznie, niewystępujące w naturze; należą do nich prawie wszystkie leki antykoncepcyjne i steroidy anaboliczne.

## Budowa
Sterole są bardzo różnorodną klasą związków i poza szkieletem węglowym typowym dla wszystkich steroidów (szkielet 1,2-cyklopentanoperhydrofenantrenu) oraz grupy hydroksylowej w pozycji 3 nie można u nich wyróżnić wspólnych cech. Najczęściej grupa hydroksylowa oprócz w pozycji 3 występuje w pozycji 17 steroidu.

## Funkcje
Najważniejszym sterolem pełniącym niezastąpione funkcje w organizmach żywych jest cholesterol, który występuje we wszystkich komórkach ssaków i wchodzi w skład lipoprotein odpowiedzialnych za transport tłuszczów w organizmie. Bardzo duża część hormonów, które pełnią funkcję regulującą, jest sterolami.

## Literatura przedmiotu
- A. Kopeć, E. Nowacka, E. Piątkowska, T. Leszczyńska. Charakterystyka i prozdrowotne właściwości steroli roślinnych. „Żywność. Nauka. Technologia. Jakość”, s. 5-14, 2011.
- A.Czopek, A. Zagórska, M. Pawłowski. Miażdżyca – choroba cywilizacyjna XXI wieku. „Aptekarz Polski”, 2010.brak numeru strony